# Ferenc Csipes
Ferenc Csipes (* 8. März 1965 in Budapest) ist ein ehemaliger ungarischer Kanute.

## Erfolge
Ferenc Csipes nahm dreimal an Olympischen Spielen teil, bei denen er große Erfolge erzielte. Bei seinem Olympiadebüt 1988 in Seoul trat er im Einer-, Zweier- und Vierer-Kajak an. Gemeinsam mit Attila Ábrahám, Sándor Hódosi und Zsolt Gyulay gewann er im Vierer-Kajak über 1000 Meter sowohl seinen Vorlauf als auch seinen Halbfinallauf. Im Finale verwiesen sie mit einer Rennzeit von 3:00,20 Minuten den sowjetischen Vierer um 1,2 Sekunden auf den zweiten Platz sowie das DDR-Boot mit 2,1 Sekunden auf Rang drei, womit Csipes, Gyulay, Hódosi und Ábrahám Olympiasieger wurden. Auf der 500-Meter-Strecke im Zweier-Kajak blieb Csipes mit Attila Ábrahám ebenfalls im Vorlauf und dem Halbfinallauf siegreich. Den Finallauf schlossen sie mit 1:34,32 Minuten hinter den siegreichen Neuseeländern Ian Ferguson und Paul MacDonald sowie Ihor Nahajew und Wiktor Denissow aus der Sowjetunion als Dritte ab und gewannen so die Bronzemedaille. Sein drittes olympisches Finale erreichte er im Einer-Kajak auf der 1000-Meter-Distanz. Dank eines Sieges im Vorlauf und nach einem zweiten Platz im Halbfinale gelang ihm die Qualifikation für den Endlauf, bei dem er jedoch nicht über den neunten und damit letzten Platz hinauskam.
Bei den Olympischen Spielen 1992 in Barcelona gehörte Csipes erneut zum ungarischen Aufgebot im Vierer-Kajak. Über die 1000-Meter-Distanz qualifizierte er sich ein weiteres Mal als Erster seines Vorlaufs für das Halbfinale, in dem er mit Attila Ábrahám, László Fidel und Zsolt Gyulay als Zweiter hinter den Deutschen Mario von Appen, Oliver Kegel, Thomas Reineck und André Wohllebe den Einzug ins Finale schaffte. Dort waren die Deutschen erneut als einzige schneller als der ungarische Vierer, der mit 2:54,82 Minuten nur 74 Hundertstel Sekunden Rückstand auf den ersten Platz hatte. Zu den drittplatzierten Australiern hatten die Ungarn 2,1 Sekunden Vorsprung. Im Zweier-Kajak über 500 Meter ging er mit Zsolt Gyulay an den Start. Nach verpasster direkter Halbfinalqualifikation gelang ihnen über den Hoffnungslauf doch noch der Sprung ins Halbfinale und schließlich in den Finallauf. Mit 1:32,34 Minuten belegten sie dort den siebten Platz. Im Einer-Kajak verpasste er über 1000 Meter dagegen erstmals den Endlauf. Er zog ins Halbfinale ein, in dem er als Neunter den letzten Platz belegte und damit ausschied.
Im Rahmen der Olympischen Spiele 1996 in Atlanta wurde Csipes einmal mehr in die ungarische Mannschaft im Vierer-Kajak auf der 1000-Meter-Strecke berufen. Die Mannschaft, zu der neben Csipes noch Attila Adrovicz, Gábor Horváth und András Rajna gehörten, qualifizierte sich als Erste ihres Vorlaufs direkt für den Endlauf. In diesem gelang ihr mit einer Rennzeit von 2:53,184 Minuten die zweitschnellste Zeit, 1,6 Sekunden hinter der siegreichen deutschen Mannschaft und 0,8 Sekunden vor den drittplatzierten Russen, womit sie die Silbermedaille gewann.
Zahlreiche Erfolge gelangen Csipes auch bei Weltmeisterschaften, bei denen er sich insgesamt 16 Medaillen sicherte. 1985 wurde er in Mechelen im Einer-Kajak über 1000 Meter sogleich Weltmeister. Weitere Titelgewinne gelangen ihm bereits ein Jahr später, als er 1986 in Montreal im Einer-Kajak über 10.000 Meter und im Vierer-Kajak auf der 1000-Meter-Strecke Weltmeister wurde. Außerdem belegte er im Einer-Kajak über 1000 Meter ebenso den zweiten Platz wie 1987 in Duisburg. Während er 1987 im Zweier-Kajak über 10.000 Meter mit Sándor Hódosi Bronze gewann, gelang ihm über 500 Meter mit László Fidel der Titelgewinn. Auch im Vierer-Kajak wurde er über 1000 Meter Erster. In dieser Disziplin wurde er auch 1989 in Plowdiw, 1990 in Posen und 1991 in Paris Weltmeister. Im Vierer-Kajak belegte er 1989 zudem über 10.000 Meter den zweiten und 1990 über 500 Meter den dritten Platz. 1991 sicherte sich Csipes außerdem im Einer-Kajak über 1000 Meter die Silber- und im Zweier-Kajak mit Zsolt Gyulay über 500 Meter die Bronzemedaille. Seine letzte WM-Medaille gewann er 1994 in Mexiko-Stadt mit einer weiteren Bronzemedaille im Vierer-Kajak über 500 Meter. Auf nationaler Ebene gewann Csipes im Zweier- und Vierer-Kajak auf verschiedenen Renndistanzen insgesamt 28 ungarische Meisterschaften.
1991 wurde er neben seinen drei Mannschaftskameraden des bei der WM siegreichen Vierer-Kajaks zu Ungarns Mannschaft des Jahres gewählt. Nach seiner dritten olympischen Medaille erhielt Csipes 1992 das Goldene Verdienstkreuz des Ungarischen Verdienstordens. 1996 wurde ihm das Ritterkreuz verliehen, 2012 das Offizierskreuz, 2016 das Komturkreuz und schließlich 2021 die Großkomtur. Nach seiner aktiven Karriere wurde er zunächst Cheftrainer bei seinem Heimatverein Honvéd Budapest und danach von der ungarischen Damennationalmannschaft. Seine Tochter Tamara Csipes wurde 2016 im Vierer-Kajak ebenfalls Olympiasiegerin.